# Pavel Petrovitch Blonskij
Pavel Petrovitch Blonskij   (Kíiv, 26 de maig de 1884 - Moscou, 15 de febrer de 1941) (Павел Петрович Блонский), cognom transcrit també com a Blonski o Blonsky, fou un dels destacats impulsors de la pedagogia i la psicologia en la primera etapa de la Unió de Repúbliques Socialistes Soviètiques.

## Biografia
Nascut a la capital d'Ucraïna, era fill d'un senzill funcionari. Després dels estudis secundaris, ingressà a la Universitat St. Vladímir de Kíev coetàniament a la primera Revolució Russa (1902-1907). Membre del Partit Social Revolucionari, fou empresonat diverses vegades entre 1903 i 1906.
Des del 1908 va ensenyar pedagogia i psicologia a les escoles secundàries de noies de Moscou i al centre de formació de mestres de la mateixa ciutat. El 1913, Blonskij va obtenir el títol de docent a la Universitat Estatal de Moscou. Va emprendre una important tasca de difusió de les noves concepcions psicopedagògiques entre el magisteri a través de cursos d'estiu. Defensant una educació integral que desenvolupés tots els aspectes de la personalitat de l'infant.
Després de la Revolució Soviètica de 1917 i des dels inicis del nou règim comunista, Blonskij treballà per definir i aixecar una nova escola socialista. A la tardor de 1918, esdevé professor a la Universitat de Moscou. Fou un dels creadors de l'Acadèmia d'Educació Socialista (més endavant Acadèmia N. K. Kroupskaïa d'Educació Comunista), de la qual esdevé el primer director. Amb la col·laboració d'un professorat motivat, l'Acadèmia es converteix en un centre pedagògic d'avantguarda on col·laboraren N. K. Krupskaïa, K. Tsetkine o T. V. Lounatcharski. Difon la seva visió a través de diverses revistes professionals.
L'any 1922, Krupskaia, pedagoga i parella de Lenin, li demana participar en l'elaboració dels programes escolars. A través la secció de pedagogia del Consell Científic de l'Estat (PAIO), Blonskij va posar les seves concepcions pedagògiques i psicològiques al servei de traduir educativament i psicològicament les propostes del marxisme.
Mort Lenin i amb Ióssif Stalin com a màxim dirigent soviètic des de 1924, les concepcions eductives de Blonskij són qualificades de petit burgeses, pseudosocialistes i liberal reformistes. Tot i que Blonskij fou un dels pedagogs més interessants del corrent renovador de l'educació dels primers anys de la Revolució Soviètica, és condemnat a l'oblit i substituït per Anton Makàrenko, que passà a ser el referent de la pedagogia estalinista. El qual no dubtà de desqualificar la pedagogia de Blonski al seu conegut Poema pedagògic.
Pavel Petrovitch Blonskij, amb els seus plantejaments durament criticats, es reclourà els darrers deu anys de la seva vida a l'Institut de Psicologia. Allà dirigí el Laboratori de Pensament i Llenguatge. Es dedicà a la recerca i contribuí a la formació d'especialistes en psicologia. Sota el seu impuls s'expandí la psicologia educativa, fortament influïda pel positivisme. Cercant la seva aplicació en l'àmbit dels tests i el mesurament mentals. El curs 1927 - 1928 havia organitzat un programa per mesurar la intel·ligència de tots els infants que ingressaven a les escoles de Moscou. Va introduir el conductisme a la psicologia russa. Morí el 15 de febrer de 1941.

## Escola unificada, escola del treball
Pavel Petrovitch Blonskij proposa una fusió dels avenços i mètodes de l'Escola Nova amb la visió de l'educació i la seva funció social que propugna el marxisme. El qual proposa una confluència de treball productiu i educació intel·lectual. Fou dels pocs pedagogs que intentà desenvolupar la idea d'educació politècnica exposada per Karl Marx.
Blonskij proposa l'escola del treball que uneix la formació politècnica amb els nous corrents de l'escola activa. Lluny, però, de les concepcions educatives tradicionals. No són els mestres ni els llibres els que realment eduquen sinó la vida a través d'elements com la comuna, la fàbrica, l'economia o les relacions socials, etc. Aquestes unitats se li han d'oferir als infants i als joves com a totalitats i complexos. Aquest mètode dels complexos comportarà la desaparició de l'organització de l'aprenentatge per matèries. L'escola pràcticament quedaria dissolta i transformada en les dues instàncies que havien de convertir-se en els àmbits educatius fonamentals: la comunitat i els llocs propis de la producció.
L'"escola del treball" demanda reorganitzar l'estructura educativa que serà formada per la llar d'infants i l'escola elemental del treball on els infants viuen comunitàriament i participen en el treball familiar i local. Seguida d'una escola per adolescents on s'ha d'articular l'aprenentatge intel·lectual amb la producció. A través d'un plantejament interdisciplinari i globalitzat. El taller o la fàbrica han de ser l'espai que proporciona la formació polivalent que defensa el marxisme: coneixement tècnic, científic, crític i social. La seva és, doncs, una fórmula ben diferent de l'"escola del treball" com la proposada per Georg Kerschensteiner, la qual considera de caràcter burgès. Per al pedagog ucraïnès, "mitjançant el treball col·lectiu dels infants s'organitza l'escola del treball a la manera del potent organisme social; ja que el treball és el major organitzador de la humanitat tant per als adults com per als menors". Així, l'escola del treball esdevé una eficient eina de preparació per participar en l'estructura social i en la vida col·lectiva.

## Obres
Pavel P. Blonskij escrigué més de cent obres de les quals existeixen poques traduccions des del rus.
- Introducció a l'educació preescolar. Moscou: 1917.
- Tasques i mètodes de l'escola nova primària . Moscou:1917,
- L'escola del treball. 1919. Traducció a l'alemany: Die Arbeits-Schule. Berlín: Gesellschaft und Erzichung,1921. També en alemany Paderborn: E. Wittig, 1973.
- La reforma de la ciència, Moscou: 1920
- Pedologia. Moscou:1925.
- Assaigs psicològics. Moscou: 1927.
- Memòria i pensament, 1935.
- Anàlisi psicològica del record ,1940.